# Marina militare della Guinea Equatoriale
La Marina militare della Guinea Equatoriale (in spagnolo Marina de guerra de Guinea Ecuatorial, in francese Marine de guerre de Guinée équatoriale, in portoghese Marinha de Guerra da Guiné Equatorial) è la componente navale delle forze armate dello Stato africano della Guinea Equatoriale.
Attivata nel 1974, la Marina equatoguineana rimase a lungo la componente meno sviluppata delle Forze armate della Guinea Equatoriale, ma conobbe un notevole ampliamento a partire dagli anni 2000 al fine di garantire la sicurezza dei giacimenti offshore stabiliti nella zona economica esclusiva della nazione, che resero la Guinea Equatoriale uno dei principali esportatori di petrolio dell'Africa subsahariana. Una solida cooperazione con le industrie navali di Ucraina e Israele ha quindi fruttato alla Marina equatoguineana una serie di unità di moderna costruzione, facendone una delle principali forze navali della regione del Golfo di Guinea.

## Storia

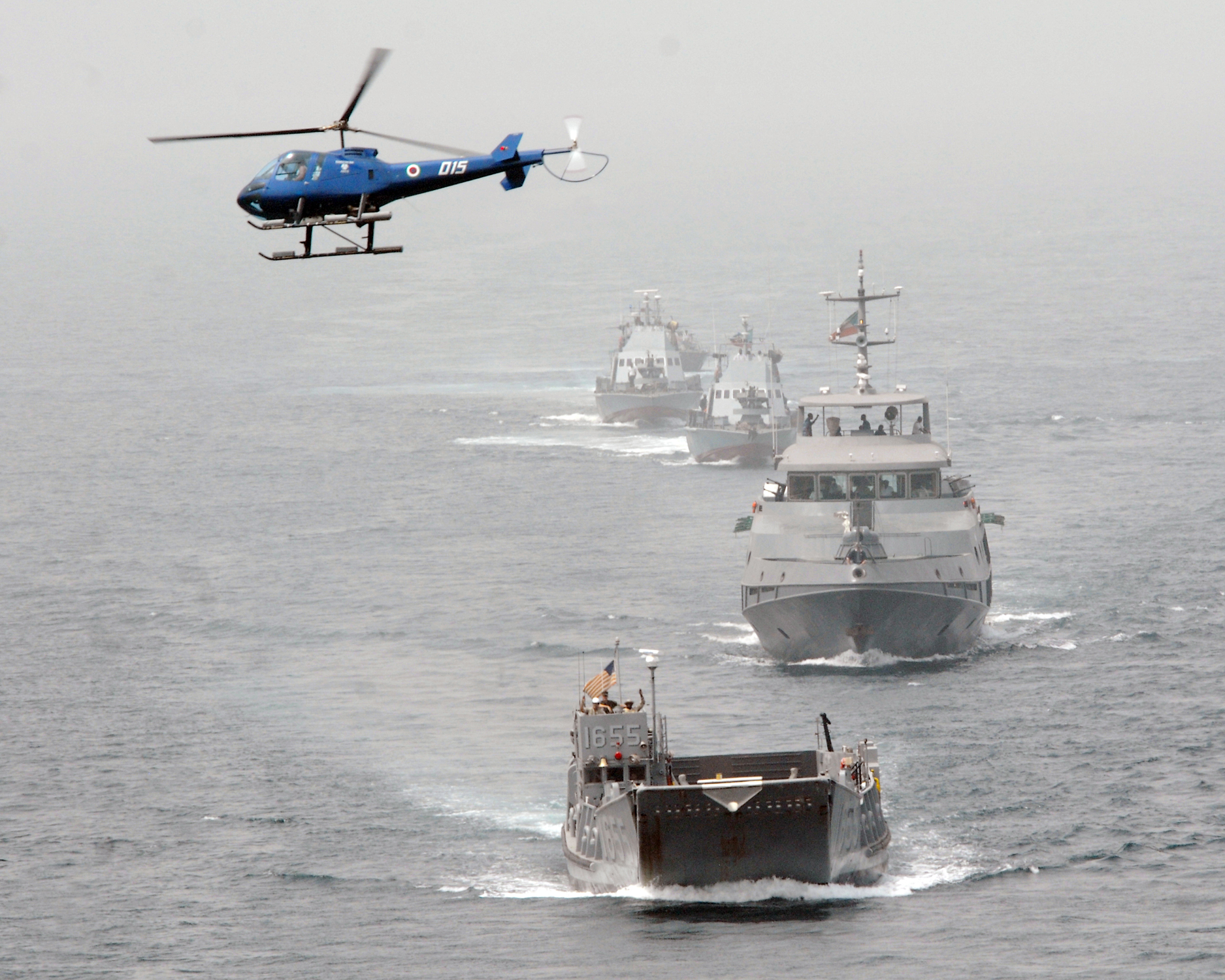
Unità equatoguineane in esercitazione con la United States Navy nel 2008: il mezzo da sbarco statunitense LCU 1655 guida una linea composta dal pattugliatore Daphne e dalle motovedette Isla de Corisco e Isla de Annobon; in alto a sinistra si vede un elicottero Enstrom 480 delle forze aeree equatoguineane

Già colonia della Spagna, la Guinea Equatoriale ottenne pacificamente l'indipendenza il 12 ottobre 1968, costituendosi come repubblica, pur soggetta a regimi di stampo dittatoriale: prima sotto Francisco Macías Nguema e poi, dopo un colpo di Stato nel 1979, sotto Teodoro Obiang Nguema Mbasogo, già comandante delle forze armate nazionali.
Lo sviluppo di forze navali militari divenne una necessità per la piccola nazione, sia per garantire la sicurezza dei collegamenti tra la regione continentale del Rio Muni e quella insulare di Bioko (sede della capitale Malabo) e Annobón, sia per assicurare la sorveglianza di 296 chilometri di coste e soprattutto di 303000 km² di zona economica esclusiva, ricca di materie prime. Anche così, tuttavia, lo sviluppo della Marina militare equatoguineana procedette inizialmente molto a rilento: la Marina fu attivata come forza armata autonoma nel 1974, annoverando tuttavia solo una motosilurante e una motovedetta, acquistate di seconda mano dall'Unione Sovietica; alla fine degli anni 1980 la linea del naviglio in servizio fu rinnovata, sostituendo le unità ex-sovietiche con una motovedetta ceduta dalla Nigeria e una seconda unità acquistata negli Stati Uniti d'America, mentre nel 1999 venne messo in servizio il pattugliatore Ureca, un'unità vecchia di più di trent'anni acquistata in Danimarca.
Un vero sviluppo della Marina equatoguineana non ebbe inizio se non dopo il 2000: la scoperta e l'avvio dello sfruttamento alla fine degli anni 1990 di vasti giacimenti offshore di idrocarburi cambiarono l'economia nazionale, garantendo un afflusso di risorse nelle casse del paese e consentendo al governo di Malabo di finanziare un programma di nuove costruzioni in campo navale. Pressioni verso uno sviluppo delle forze navali, oltre che dalla necessità di garantire la protezione dei giacimenti su cui si basava ora l'economia nazionale, venivano anche dal rinfocolarsi di un vecchio contenzioso territoriale con il Gabon circa il possesso di alcuni isolotti nella baia di Corisco nel sud del Rio Muni, a cui entrambi gli Stati guardavano come sito per nuove trivellazioni petrolifere.

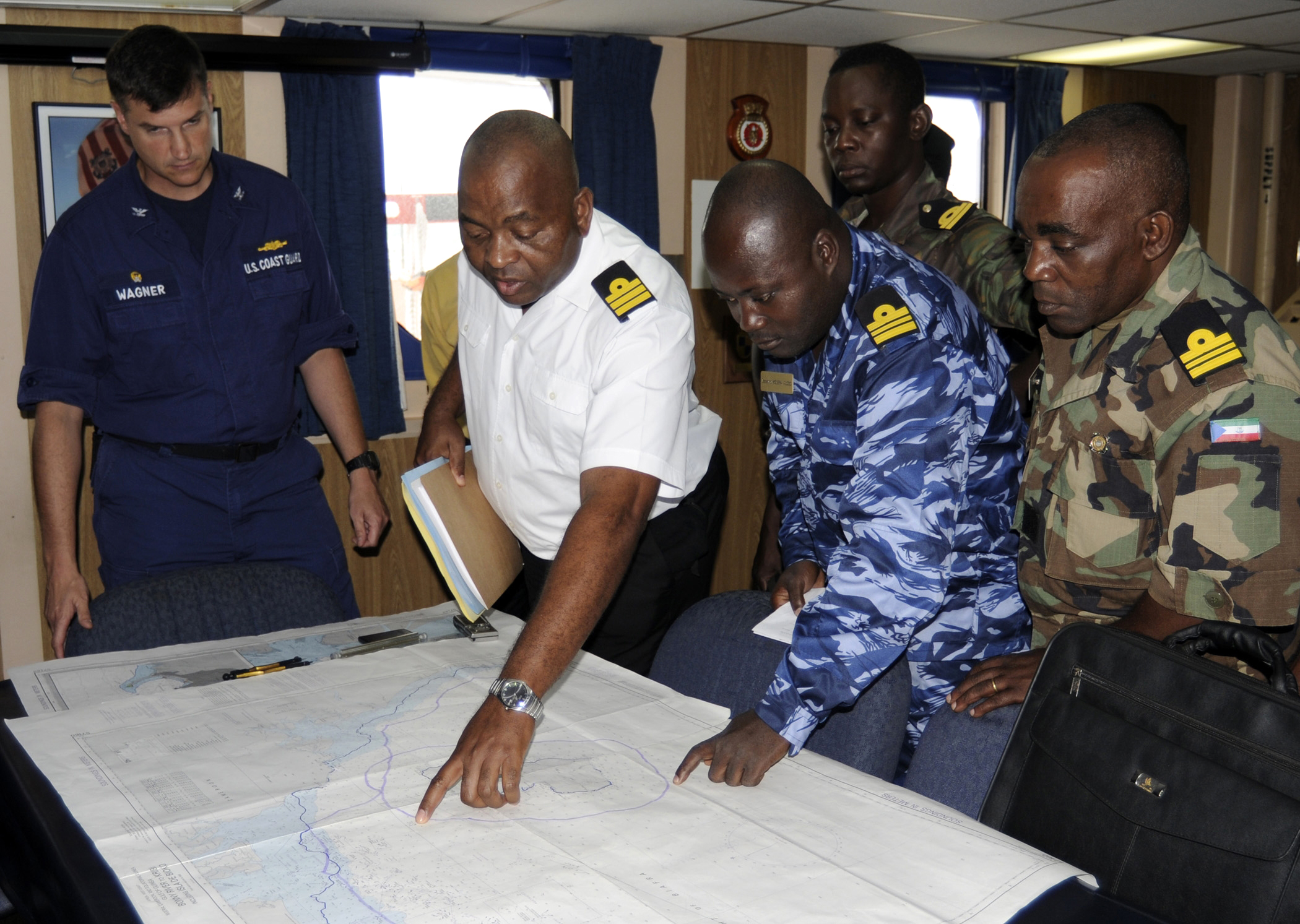
Ufficiali navali equatoguineani durante un'esercitazione con i loro omologhi statunitensi nel 2008

Il programma di ammodernamento della Marina iniziò con l'acquisto, tra il 2001 e il 2005, di due moderne motovedette classe Kalkan di costruzione ucraina e di due motovedette classe Shaldag fornite da Israele. Tra il 2007 e il 2008 l'Ucraina consegnò due pattugliatori da 320 tonnellate di dislocamento dotati di ponte di volo per elicotteri leggeri (classe Cabo San Juan), mentre nel 2008 fu acquistata la nave anfibia Salamandra da 4000 tonnellate di dislocamento, costruita in Cina come unità mercantile tipo "Ro-Ro" ed armata in Ucraina con un cannone da 76 mm, un sistema antiaereo CIWS tipo Katran-M e due lanciarazzi da 140 mm, oltre a ponte di volo e hangar per operare un elicottero Mi-17. Tra il 2009 e il 2011 furono invece consegnati i due pattugliatori classe Kie Ntem, unità da 420 tonnellate di dislocamento costruite in Israele.
Il programma più ambizioso sotto il profilo militare venne portato a termine tra il 2010 e il 2014 con la costruzione di una fregata e di una corvetta di progettazione ucraina, entrambe assemblate a Varna, in Bulgaria, e completate presso i nuovi cantieri navali nazionali di Malabo. La fregata è la Wele Nzas, unità da 2500 tonnellate di dislocamento e armata con due cannoni da 76 mm AK-176, due lanciarazzi da 140 mm e due impianti antiaerei da 30 mm AK-630; la corvetta è la Bata, da 1800 tonnellate di dislocamento, armata con un cannone da 76 mm e un impianto CIWS Katran-M. Entrambe le unità presentano architetture tipo "stealth" per la riduzione delle segnature radar e ospitano un ponte di volo per un elicottero. Progetti per l'acquisto di ulteriori unità (tra cui una seconda corvetta tipo Bata) furono successivamente congelati per concentrare le risorse nella formazione del personale, salito rapidamente a 2500 uomini in servizio attivo.